# Sophie Moniotte
Sophie Moniotte (ur. 5 maja 1969 w Dijon) – francuska łyżwiarka figurowa, startująca w parach tanecznych z Pascalem Lavanchy. Uczestniczka igrzysk olimpijskich (1992, 1994, 1998), srebrna i brązowa medalistka mistrzostw świata i Europy, trzykrotna mistrzyni Francji (1993–1995). Zakończyła karierę amatorską w 1998 roku.

## Osiągnięcia
Z Pascalem Lavanchy
| Zawody                                | 86–87          | 87–88          | 88–89          | 89–90          | 90–91          | 91–92          | 92–93          | 93–94          | 94–95          | 95–96          | 96–97          | 97–98          |                |                |                |                |                |
| Międzynarodowe                        | Międzynarodowe | Międzynarodowe | Międzynarodowe | Międzynarodowe | Międzynarodowe | Międzynarodowe | Międzynarodowe | Międzynarodowe | Międzynarodowe | Międzynarodowe | Międzynarodowe | Międzynarodowe | Międzynarodowe | Międzynarodowe | Międzynarodowe | Międzynarodowe | Międzynarodowe |
| ------------------------------------- | -------------- | -------------- | -------------- | -------------- | -------------- | -------------- | -------------- | -------------- | -------------- | -------------- | -------------- | -------------- | -------------- | -------------- | -------------- | -------------- | -------------- |
| Igrzyska olimpijskie                  |                |                |                |                |                | 9              |                | 5              |                |                |                | 11             |                |                |                |                |                |
| Mistrzostwa świata                    |                |                |                |                |                | 6              | 5              | 2              | 3              | WD             | 4              |                |                |                |                |                |                |
| Mistrzostwa Europy                    |                |                | 11             |                | 9              | 8              | 6              | 5              | 2              |                | 3              | 7              |                |                |                |                |                |
| GP Nations Cup                        |                |                |                |                |                |                |                |                |                | WD             | 3              |                |                |                |                |                |                |
| GP NHK Trophy                         |                |                |                |                |                |                |                |                |                |                | 1              |                |                |                |                |                |                |
| GP Skate America                      |                |                |                |                |                |                |                |                |                | WD             | 3              |                |                |                |                |                |                |
| Grand Prix International de Paris     |                |                | 6              |                | 2              |                | 1              |                |                |                |                |                |                |                |                |                |                |
| Memoriał Karla Schäfera               |                | 6              |                |                |                |                |                |                |                |                |                |                |                |                |                |                |                |
| NHK Trophy                            |                |                |                |                |                | 6              | 3              |                | 1              |                |                |                |                |                |                |                |                |
| Skate America                         |                |                |                |                |                |                | 2              | 1              |                |                |                |                |                |                |                |                |                |
| Skate Canada International            |                |                | 6              |                |                | 2              |                | 1              |                |                |                |                |                |                |                |                |                |
| Międzynarodowe: Kategorie młodzieżowe |                |                |                |                |                |                |                |                |                |                |                |                |                |                |                |                |                |
| Mistrzostwa Świata Juniorów           | 5              |                |                |                |                |                |                |                |                |                |                |                |                |                |                |                |                |
| Krajowe                               |                |                |                |                |                |                |                |                |                |                |                |                |                |                |                |                |                |
| Mistrzostwa Francji                   |                | 3              | 2              | WD             | 2              | 2              | 1              | 1              | 1              | WD             | 2              | 2              |                |                |                |                |                |